# Ocean Colour Scene (album)
Ocean Colour Scene è il primo ed eponimo album in studio del gruppo rock britannico Ocean Colour Scene, pubblicato nel 1992.

## Tracce
1. Talk On
2. How About You
3. Giving It All Away
4. Justine
5. Do Yourself a Favour
6. Third Shade of Green
7. Sway
8. Penny Pinching Rainy Heaven Days
9. One of Those Days
10. Is She Coming Home
11. Blue Deep Ocean
12. Reprise